# The Tiger: An Old Hunter's Tale
Hổ chúa (tiếng Hàn: 대호; Hanja: 大虎; Romaja: Daeho - có nghĩa là Đại hổ; còn được biết đến với tên tiếng Anh: The Tiger: An Old Hunter's Tale; tạm dịch: Hổ: Câu chuyện của người thợ săn già) là một bộ phim điện ảnh Hàn Quốc được công chiếu năm 2015, phim kể về hành trình của người thợ săn chuẩn bị giết con hổ lớn cuối cùng của Joseon một con hổ rất lớn, hung dữ và tinh khôn, là Chúa sơn lâm (Sangoon) của vùng núi Jiri. Phim đã đạt doanh thu 2,67 triệu đô-la Mỹ trong hai tuần công chiếu ở Hàn Quốc. Bộ phim này cũng đã đạt giải thưởng tại Giải thưởng điện ảnh Daejong lần thứ 53 với hạng mục Giải thưởng cho kỹ thuật xuất sắc nhất.

## Cốt truyện

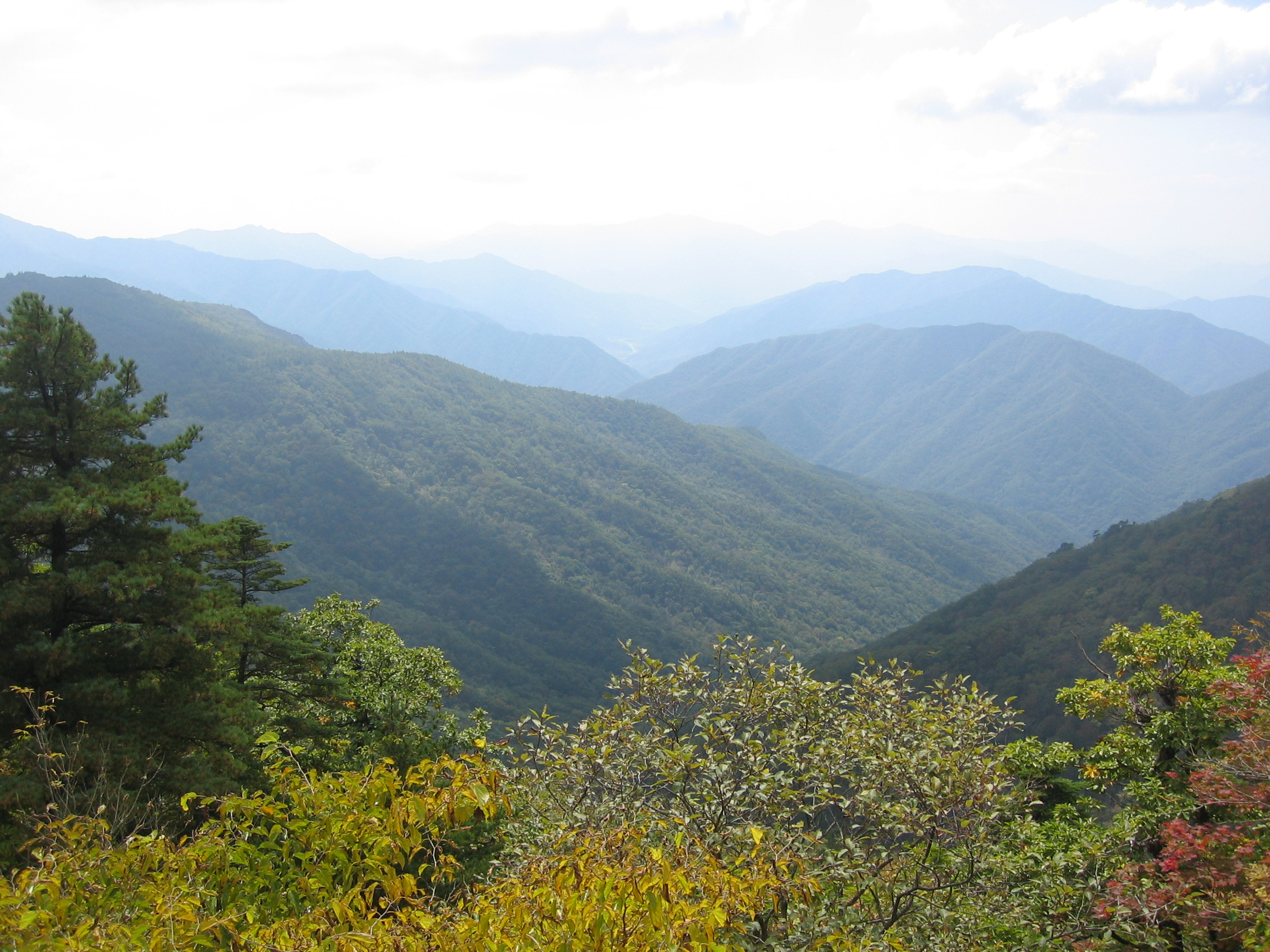
Núi Jiri, bối cảnh của bộ phim, nơi sống của loài hổ ở Hàn Quốc.

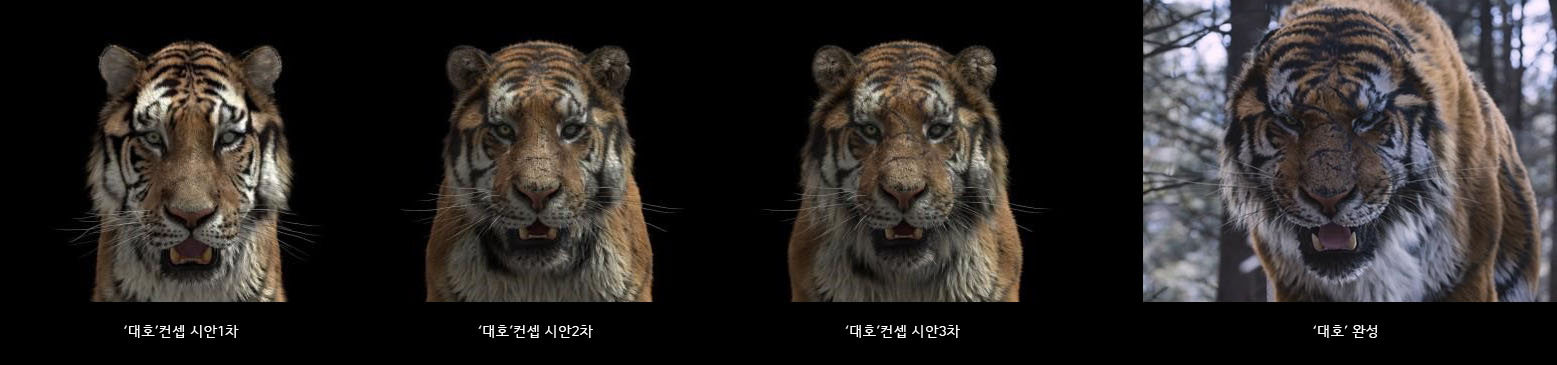
Con hổ trong phim được dựng bằng kỹ xảo.

Năm 1925, thời kỳ đế quốc Nhật Bản chiếm đóng Hàn Quốc, Chun Man-duk, một thợ săn được dân làng nể phục vì tài năng và lối sống, sống với con trai của mình là Suk-yi trong một túp lều gần Núi Jiri. Trong quá khứ, sau một tai nạn bi thảm mà ông đã vô tình giết chết người vợ yêu quý của mình, ông đã giải nghệ sự nghiệp săn bắn và trở thành một người chuyên hái lượm các loại thảo dược bán cho tiệm thuốc để kiếm chút tiền ít ỏi, ông bị tật ở chân và đi khập khiễng. Ông được người Nhật đề nghị cộng tác trong việc săn hổ nhưng đã từ chối vì lý do già yếu và bị chứng run tay. Ông là người duy nhất biết đường đi lên nơi ẩn náu của Chúa sơn lâm (phía sau ngôi nhà tranh của ông).
Một vị thống đốc của quân đội Nhật Bản giám sát sự chiếm đóng và cai trị của đế quốc và có sở thích là tập hợp những tấm da hổ như một biểu hiện của sự thống trị về văn hóa (do hổ là loài vật được tôn sùng nhất ở Hàn Quốc), và sớm trở thành nỗi ám ảnh với việc săn lùng và giết chết gần hết những cá thể hổ trong tự nhiên và chỉ còn gần như là một con hổ cuối cùng còn lại ở Hàn Quốc, một con hổ đực to lớn một mắt sống trên núi đã làm thiệt mạng nhiều thợ săn cũng như binh lính Nhật Bản. Con hổ được dân địa phương kính sợ và gọi là Chúa sơn lâm và họ phải trầm giọng, rụt rè khi nhắc về nó. Người dân địa phương cũng lo sợ khi nó chuyển vùng săn hoặc bị bắt giết thì những con lợn rừng và những con sói sẽ sinh sôi trở lại và ảnh hưởng đến dân làng.
Những báo cáo của người Nhật cho biết có một con hổ ở vùng núi chuyên giết những lính trinh sát của Nhật do thám vùng này. Từ đó Thống đốc ra lệnh phải bắt cho được con hổ này. Goo-gyeong là người trưởng nhóm kiên quyết nhưng tàn nhẫn của một toán thợ săn Hàn Quốc cố gắng săn lùng và tiêu diệt các con hổ để lấy tiền thưởng từ người Nhật, anh ta thực hiện điều đó bằng cách đặt bẫy và giết chết người bạn đời của Chúa sơn lâm và hai con của nó để sử dụng chúng làm mồi nhử để bắt hổ chúa. Anh ta có mối thù với Chúa sơn lâm khi từng bị con hổ này tát vào mặt và thoát chết nhưng phải mang những vết sẹo dài và sâu trên mặt, anh ta cũng là người giàu kinh nghiệm trong việc săn hổ, tài năng chỉ đứng sau Man-duk.
Bộ phim cũng cho biết rằng Man-duk từng có mối ân oán khi giết mẹ của con hổ chúa khi nó lao vào ông ở nơi gần xác một con lợn nhà xổng chuồng chạy thoát trong một mùa đông thiếu thốn, ông đã cứu con hổ con một mắt gần đó (sau này nó chính là Chúa sơn lâm) và con hổ chị ruột của nó bằng cách ngăn cản tay thợ săn Goo-gyeong định giết hết cả gia đình hổ này và đem chúng đến một cái hang an toàn và cung cấp cho chúng một con chim trĩ để tự sinh tồn, sau đó ông vẫn thường xuyên quan tâm đến chúng, thời gian sau, Chúa sơn lâm biến mất còn con hổ còn lại sớm chết vì không sống nổi.
Suk-yi, con trai của Man-duk, yêu một cô gái trong làng nhưng ngặt nỗi không có tiền để cầu hôn, trong phút nông nổi, cậu giấu cha bí mật tham gia một cuộc săn hổ chúa do Goo-gyeong dẫn đầu với khát vọng kiếm đủ tiền thưởng để thuyết phục cha mẹ cô gái cho phép cả hai kết hôn. Khi cả nhóm thợ săn kết hợp với quân đội Nhật gõ phèn la inh ỏi để lùng bắt, con hổ chúa xuất hiện, lũ chó săn sợ chạy mất. Con hổ đứng trên một mỏm đá lớn và gây ra sự sợ hãi cho cả đoàn người. Sau tiếng gầm khủng khiếp như sấm ran, nó nhảy bổ vào đoàn người và thực hiện cuộc tàn sát, giết chết Goo-gyeong. Suk-yi đã gây ra vết thương cho con hổ nhưng bản thân cậu bị trọng thương và sau đó bị sói cắn xé. Chúa sơn lâm đã đuổi những con sói và đem xác Suk-yi về trả cho người thợ săn già khốn khổ.
Sau nhiều thất bại, nhiều thợ săn và binh lính Nhật đã chết và phải đối mặt với mùa đông kéo dài, Thống đốc chỉ thị tổng lực tiêu diệt con hổ chúa, nhiều binh lính của quân đội Nhật được cử đi truy tìm và tiêu diệt con hổ, và vài lần nhóm thợ săn đề nghị Man-duk tham gia cuộc săn nhưng ông đều kiên quyết từ chối. Tuy nhiên, sau cái chết của Suk-yi và các vết thương của con mãnh thú, người thợ săn già và con hổ, bây giờ cả hai đều đã mất bạn đời và con cái, đối đầu nhau lần cuối cùng trên ngọn núi tuyết, nơi các thợ săn và quân đội Nhật đang leo lên.
Man-duk quyết định leo lên đỉnh núi và chờ đợi con hổ. Chẳng bao lâu sau, con hổ xuất hiện. Man-duk bắn một phát làm con hổ bị thương. Man-duk nói với con hổ, hỏi tại sao nó "dừng lại", con hổ lao vào ông và cả hai đều rơi khỏi ngọn núi. Sau đó Thống đốc yêu cầu các thợ săn thuật lại những gì đã xảy ra sau khi không còn thấy con hổ, và họ nói rằng con hổ đã biến mất một cách bí ẩn và trở thành một vị thần. Thống đốc quyết định ra lệnh cho quân đội Nhật rút quân và họ sẽ trở lại trong mùa xuân tới. Bộ phim kết thúc với cảnh hồi tưởng về cuộc sống hạnh phúc trước kia của Man-duk và con hổ, sau đó xác của Man-duk và con hổ dần được bao phủ bởi tuyết rơi.

## Diễn viên
- Choi Min-sik trong vai ông thợ săn già Chun Man-duk
- Jung Man-sik trong vai Goo-gyeong, một thợ săn có thâm thù với Chúa sơn lâm
- Kim Sang-ho trong vai Chil-goo
- Sung Yoo-bin trong vai Suk-yi (con trai của Chun Man-duk)
- Ren Osugi trong vai Maezono, Bộ trưởng tối cao Nhật Bản
- Jung Suk-won trong vai Ryu, một chỉ huy quân đội Nhật Bản, thực chất anh này là gốc Triều Tiên
- Ra Mi-ran trong vai vợ Chil-goo
- Kim Hong-fa trong vai người bán thuốc bắc (bạn của Man-duk)
- Woo Jung-kook trong vai thành viên đội săn hổ
- Park In-soo trong vai thành viên đội săn hổ
- Lee Eun-woo trong vai Mal-nyeon (vợ của Man-duk)
- Hyun Seung-min trong vai Sun-yi (con gái của Chil-goo)